# Wang Xuanxuan
Wang Xuanxuan est un boxeur chinois né le 26 janvier 1990.

## Carrière
Sa carrière amateur est principalement marquée par une médaille de bronze aux championnats du monde de Bakou et par une médaille d'argent aux championnats d'Asie d'Incheon en 2011 dans la catégorie poids lourds.

## Palmarès

### Jeux olympiques
- Qualifié pour les Jeux de 2012 à Londres, Angleterre

### Championnats du monde de boxe amateur
- Médaille de bronze en -91 kg en 2011 à Bakou, Azerbaïdjan

### Championnats d'Asie de boxe amateur
- Médaille d'argent en -91 kg en 2011 à Incheon, Corée du Sud